# Žvarulje
Žvarulje is een plaats in Slovenië en maakt deel uit van de gemeente Zagorje ob Savi in de NUTS-3-regio Zasavska. De plaats telde 82 inwoners op 1 januari 2020.